# VeszprémFest
A VeszprémFest (korábbi nevén Veszprémi Ünnepi Játékok) 2004 óta - évente júliusban, 4-5 napon át - zajló kulturális rendezvénysorozat, amelyen a világzene, a komolyzene, az opera, a  jazz és a popzene nemzetközi hírű képviselői lépnek fel. A rendezvény egyes napjain más és más zenei műfaj előadói szerepelnek a programban.
A fesztivál 2014-ig közel százhúszezer látogatót vonzott Veszprémbe. 2004 óta a fesztivál fellépői között volt többek között José Cura, Al Di Meola, Paco de Lucía, Joe Zawinul, Wayne Shorter, Diana Krall, Kocsis Zoltán, Herbie Hancock, Chick Corea, Miklósa Erika, Ramón Vargas, Mory Kanté, Jan Garbarek, The Gipsy Kings, Rost Andrea, Mezzoforte, Craig David, Khaled, Bobby McFerrin, Richard Bona, Szakcsi Lakatos Béla, Snétberger Ferenc, George Benson, a Buena Vista Social Club és Omara Portuondo, Nigel Kennedy, Marcus Miller.
Néhány alkalommal képzőművészeti tárlat is nyílt a fesztivál keretein belül, ahol Salvador Dali és Pablo Picasso grafikáit, a KOGART Kortárs Művészeti Gyűjteménnyel közösen kiállított századfordulós hazai tájképfestők munkáit, és Munkácsy Mihály műveit lehetett megtekinteni.

## Története
A fesztivál eredeti ötlete 2002-ben merült fel Mészáros Zoltánban (későbbi fesztiváligazgató), amikor szóba került, hogy neves zenészek nem csak fővárosokban lépnek fel világszerte. 
2004 augusztusában a veszprémi vár érseki palotájának terén indult a fesztivál (Veszprémi Ünnepi Játékok néven), első fellépők között Jose Cura, Al Di Meola, Kocsis Zoltán, Snétberger Ferenc, Roby Lakatos, Szakcsi Lakatos Béla, Tony Lakatos szerepeltek.
2017-től az Érseki Palota rekonstrukciója miatt a koncertek a História Kertben (régi érseki pihenőkert) kerülnek megrendezésre (illetve a Veszprém Arénában eső esetén), ami 2015-től FestGarden néven kísérte a fesztivál eseményeit.

## A fesztivál kísérőrendezvényei
A Rozé, Rizling és Jazz Napok 2011 óta a VeszprémFest kísérőrendezvénye. A fesztiválnak Veszprém barokk és szecessziós épületekkel övezett főtere, az Óváros tér ad otthont, ahol is a Balaton környéke borászatai, illetve a hazai jazz élet fiatal zenészei mutatkoznak be. 2013-ban közel 30.000 ember fordult meg a színpad környékén. A Rozé, Rizling és Jazz Napok zenei programjai ingyenesen látogathatók.
A 120 fő befogadására alkalmas Jezsuita Kolostor - ami valójában a Jezsuita rend által soha be nem fejezett templom – 2011 óta 4 évig volt helyszíne a VeszprémFest kamara produkcióinak. A helyszín minden évben más-más zenei tematika mentén kínált programot az idelátogatóknak. Az első évben Liszt Fesztivál zajlott, második évben „Dívák a Kolostorban”, 2013-ban „Etnojazz a Kolostorban”, az utolsó évben pedig „A Nagy Generáció” cím alatt voltak hallhatók a koncertek.

## Évenkénti áttekintés

### 2004
Az augusztus 5-7-ig tartó fesztivál nyitányán életükben első alkalommal álltak egy színpadon az argentin operatenor José Cura és a Nemzeti Filharmonikusokat dirigáló Kocsis Zoltán.
A fesztiválon Al Di Meola amerikai gitárművész is koncertet adott, akinek a rangos Guitar Magazine is számtalanszor ítélte már oda a „Világ legjobb gitárosa” címet. A mellettük fellépő magyar előadók: a Berlinben élő Snétberger Ferenc gitárművész, vagy az „5 Lakatos”: Tony Lakatos, Roby Lakatos, Szakcsi Lakatos Béla, Christian Lakatos, Lakatos „Peczek” András erre az alkalomra összeállt együttese is kuriozitást adott a fesztiválnak.

### 2005
Az augusztus 3-7-ig tartó második Veszprémi Ünnepi Játékokat az esőnapi színpadon, a Sportcsarnokban rendezték meg. Első napján Bobby McFerrin lépett fel, akit a Mendelssohn Kamarazenekar kísért, továbbá a gitárvirtuóz, Snétberger Ferenc. Második napján Karácsony János lépett színpadra, majd Presser Gábor és az Amadinda Együttes következett. 5-én Giuseppe Verdi Rigolettója volt látható – Gildát Rost Andrea énekelte. 6-án ugyancsak Snétberger Ferenc szerepelt, de már triójával. A záróesemény 7-én ismét egy dupla koncert volt, Gerendás Péter és Sztevanovity Zorán főszereplésével.

### 2006
A harmadik, immár ötnapos fesztivál - augusztus 2-6 között - a Mozart-év tiszteletére A varázsfuvola című opera előadásával kezdődött, a Nemzeti Filharmonikusok, a Nemzeti Énekkar, Kocsis Zoltán és Miklósa Erika közreműködésével.
Az ünnepi játékok második estéjén Joey DeFrancesco, a világ legjobb Hammond-orgonásaként jegyzett muzsikus először lépett fel zenekarával Magyarországon, augusztus 4-én pedig Paco de Lucía flamenco gitárestjét hallgathatta a közönség. A tíz Grammy-díjas New York-i The Manhattan Transfer együttes szving és dzsessz koncertet adott augusztus 5-én. A 2006. évi rendezvényt a szopránénekes Barbara Hendricks és a svéd Magnus Lindgren Quartett jazzműsora zárta.

### 2007
Augusztus elsején a Joe Zawinul Syndicate nyitotta meg a negyedik Játékokat, ezt követte másnap a szaxofonos Wayne Shorter és a The Imani Winds fellépése. Mind a billentyűs Zawinul, mind Shorter a hetvenes évek legendás zenekarának, a Weather Report-nak az alapítói voltak, így a közös színpadon zenélés sem maradt el. Egy szomorú zenetörténeti vonatkozása is van a nyitóestének: a már súlyos beteg Joe Zawinul élete utolsó fellépésére került ekkor sor. Harmadik nap a New York Voices mutatta be - többek között - új swing CD anyagát, majd operagálát hallgathatott a közönség Lukács Gyöngyi, Tokody Ilona, Polgár László és Bándi János közreműködésével, az Állami Operaház kíséretében. A fesztivált az Auer Szimfonikusok koncertje zárta augusztus 5-én.

### 2008
Július 23-án Beethoven és Mozart műveivel nyitott az ötödik fesztivál, Ránki Dezső, Klukon Edit és a Nemzeti Filharmonikusok közreműködésével, Kocsis Zoltán vezényletével. Második nap az akkor 68 éves Herbie Hancock és együttese, majd következő este Ramon Vargas mexikói születésű, világhírű operaénekes és Miklósa Erika szórakoztatta a vendégeket. Július 26-án  az A'capella verhetetlen csapata, a Take6 volt színpadon, majd a zárónapon a 3 zenész, Gerald Toto, Richard Bona és Lokua Kanza egy közös lemez erejéig összeállt formációja (Toto Bona Lokua) örömzenélt.

### 2009
Július 22-én a West Side Story-val nyitott a rendezvénysorozat az előző évben elkészült Veszprém Arénában. Ezt követte a The Gipsy Kings fellépése a Várban, első alkalommal álló koncertként a fesztivál történetében. 
Harmadik nap Jan Garbarek, Európa egyik legjobb tenor- és szopránszaxofonosának koncertje volt hallható-látható. Július 25-én dupla koncertre került sor a funky-kedvelők örömére: a Prince-szel is fellépő jazz-szaxofonos, Candy Dulfer kezdte az estet, majd őt követte Maceo Parker, aki szintén szaxofonjával szólt a közönséghez. A sorban a hatodik fesztivált Salif Keïta világzenei koncertje zárta, hívei táncával a színpadon.

### 2010
Az Ünnepi Játékokat ekkortól VeszprémFest néven jegyzik. Július 29-i nyitónapjára Chick Corea többszörös Grammy-díjas jazz-zongorista, zeneszerző érkezett. Másnap José Cura és Komlósi Ildikó operagálája töltötte meg az Arénát, ezt követően pedig - komoly stílusváltással - a The Earth Wind and Fire populáris zenéje hívta táncba a soul-funk-disco zene kedvelőit. A zárónapon Khaled, a rai könnyűzenei stílus képviselője adott koncertet a Várban.

### 2011
Július 27-én a brazil Gilberto Gil, Grammy-díjas énekes, gitáros (és egykori kulturális miniszter) nyitotta a megújult arculattal jelentkező fesztivált. Másnap ismét dupla koncert következett: a Nils Landgren Funk Unit majd az Incognito, a funk és az acid-jazz megszólaltatóinak fellépése. A Concerto Budapest Snétberger Ferenc gitárművésszel és az Amadinda Kossuth- és Liszt Ferenc-díjas magyar ütőegyüttessel adott koncertet, majd végül ismét egy könnyebb műfaj következett: Mory Kanté, a guineai születésű énekes zárta a 2011-es évet.

### 2012
A 9. fesztivált rendhagyóan egy 0. napi koncert nyitotta: Geszti Péter és a Gringo Sztár, illetve meghívott vendégeik táncoltatták meg a közönséget a Várban. Az 1. napi fellépő július 18-án George Benson, a tíz Grammy-díjas gitárlegenda volt, őt követte az izlandi Mezzoforte és az angol jazz-pop képviselője, Matt Bianco fellépése. Az Orquesta Buena Vista Social Club Omara Portuondoval érkezett, a zárónapon pedig Donizetti: Don Pasquale című, félig szcenírozott operáját láthatta a közönség Miklósa Erika és Roberto Scandiuzzi főszereplésével.

### 2013
A 10., jubileumi fesztivált Diana Krall, kanadai énekes-zongorista nyitotta, őt követte másnap Marcus Miller basszusgitáros, a kortárs jazz zene meghatározó alakja,. 20-án Paco de Lucía flamencogitáros adott koncertet, melyre a népszerű flamenco táncost, Farrucot is elhívta. A hegedűvirtuóz Nigel Kennedy koncertjén Roby Lakatos is közreműködött, aki másnap önálló koncertet is adott a fesztivál új helyszínként megjelenő Petőfi Színházban A záróestén Craig David, a fesztivál történetének első popzenésze énekelt és tartott DJ bemutatót a közönségnek.

### 2014
A Nagyszínpad koncertjeit Fatoumata Diawara & Roberto Fonseca nyitotta, őket a következő napon Katie Melua követte. A harmadik nap előadója a Vaya Con Dios volt, őket a The Brand New Heavies, majd Youssou N'Dour követte, és a fesztivált a Magyar Jazz Napja előadói zárták (Pátkai Rozina Sextet, Kőszegi Imre 70', Borlai Gergő - Kaltenecker Zsolt, Modern Art Orchestra, Charlie). 
Párhuzamosan a Rozé, Rizling & Jazz illetve a Kolostor előadói kísérték a nagyszínpadi programot.

### 2015
A nagyszínpad vendégei voltak: Roger Hodgson (Supertramp), Kool & the Gang, Dee Dee Bridgewater, Irvin Mayfield, Emeli Sandé. A programot nagyszámú előadó tette teljessé a FestGraden, Rozé Rizling & Jazz, Dubniczay-palota és a FestPressó helyszínein, illetve az AfterParty keretein belül.

### 2016
A nagyszínpadon Omara Portuondo & Diego El Cigala, Gregory Porter, Lisa Stansfield, Jamie Cullum illetve a Thievery Corporation léptek fel. Ebben az évben is nagyszámú előadót látott vendégül a Rozé Rizling & Jazz Napok helyszíne.

### 2017
Ebben az évben a nagyszínpad előadói Richard Bona, Heather Small, Tom Jones és a The New Power Generation. A fesztivált hagyományosan kísérő Rozé Rizling & Jazz Napok ebben az évben is nagyszámú fellépőt nyújt a közönségnek.